# Edy
에디(Edy) 혹은 라쿠텐 에디(RakutenEdy)는 일본의 라쿠텐 주식회사가 제공하는 전자 화폐이다.
소니의 비접촉형 IC카드 페리카(FeliCa)를 채용하고 있다.
Edy는 유로(Euro)·달러(Dollar)·일본 엔(Yen)의 머리 글자를 취해 이름이 붙여졌다.